# Chao (État)
Pour les articles homonymes, voir Chao.
inconnue – 580 av.J.-C.
Entités précédentes :
Entités suivantes :
- Chu

Le Chao ( chinois traditionnel : 巢 ) est un État mineur de l'âge du bronze chinois, dont le peuple fait partie des tribus Shu (群 舒, littéralement "Beaucoup de Shu") vivant au sud de la rivière Huai. L'emplacement exact de Chao est inconnuː traditionnellement, on supposait que cet État avait existé à proximité de Chaohu, Anhui , mais des sinologues plus récents comme He Hao et Barry Blakeley considèrent qu'il est plus probable que Chao soit situé plus au nord, près de la Rivière Huai.

## Histoire
Selon le Classique des documents, Chao est un État-satellite de la dynastie Shang jusqu'à ce que cette dernière soit renversée par la dynastie Zhou, après quoi Chao s'est volontairement soumis au roi Wu de Zhou vers 1040 avant notre ère. Quelques décennies plus tard, pendant le règne du roi Kang de Zhou, Chao se rebelle et attaque le territoire de Zhou. En conséquence, le roi Zhou envoie les Six armées de l'Ouest, commandées par Tung Kung pour vaincre Chao, bien qu'à la fin ce soit le seigneur régional de l'état de E qui défait et capture le chef rebelle de Chao.
Après cette défaite, Chao reste hostile aux Zhou et lorsqu'une guerre massive éclate entre ces derniers et l'état de Xu dans les années 940 avant notre ère, les habitants de Chao se rangent du côté de Xu contre leurs suzerains. Cette rébellion s’achève également par un échec pour Chao, qui est écrasé lorsque le duc de Mao s'empare de la capitale de l'état.
Lorsque survient l'effondrement quasi-total de la dynastie Zhou au VIIIe siècle av. J.-C., Chao devient un état totalement indépendant, mais est rapidement menacé par les visées expansionnistes de l’État de Chu. Vers 600 avant notre ère, Chao et les autres États Shu sont contraints de se soumettre officiellement à Chu afin d'éviter leur destruction. Néanmoins, les différents États Shu ont continué à entretenir leur désir d'indépendance, qui est soutenu et amplifié par l'État du Wu, le rival direct de Chu. En réponse, Chu commence à conquérir les Shu un par un, à commencer par Chao, dont la chute est datée entre 583-575 avant notre ère par He Hao ou quelque temps plus tôt par Blakeley. Même après la fin de son indépendance, l'ancienne capitale de Chao a continué d'être une pomme de discorde entre Chu et Wu, au point que le roi Zhufan de Wu lance une attaque contre la ville en 548 avant notre ère, et est tué lors des combats par un tireur d'élite.